# Henrik Nordbrandt
Henrik Nordbrandt (født 21. marts 1945 på Frederiksberg, død 31. januar 2023) var en dansk forfatter og lyriker.
Han tilbragte det meste af sit voksne liv i Tyrkiet, Grækenland og Italien, og hans lyrik er stærkt påvirket af middelhavsområdets byer, landskaber og klima. Henrik Nordbrandt var ateist og udtalte sig ofte om det meningsløse i religion, men mente dog, at der bl.a. i kristendommen er væsentlige budskaber om vores hverdag.
Nordbrandt udgav sin første digtsamling, Digte, i 1966. Foruden digte og essays skrev han blandt andet en roman, en erindringsbog og børnebøger og en tyrkisk kogebog. Han har også oversat tyrkisk poesi. I 1980 modtog Henrik Nordbrandt Det Danske Akademis Store Pris, og i 2000 blev han tildelt Nordisk Råds litteraturpris for digtsamlingen Drømmebroer.
I 2007 udførte den polske billedkunstner Kasia Banas en serie malerier inspireret af digte af Henrik Nordbrandt. I 2008 udkom en cd med den danske musiker Mads Wæhrens, baseret på digte af Henrik Nordbrandt.

## Inspiration og temaer
Henrik Nordbrandt udtalte selv, at de lange mørke vintermåneder i Danmark altid havde en forværrende effekt på angsten og depressionerne, der fulgte ham hele livet. Dette er hovedårsagen, til at han levede det meste af sit voksne liv i middelhavsområdet. Således finder man både sydens sol og den arabiske kultur, såvel som det mørke Norden, som stærke inspirationskilder i hans lyrik. Kærligheden er et af de mest fremtrædende emner i hans poesi. Her er det især den drømte kærlighed og fraværet, der gør sig gældende - hvor fryden over fraværet bliver en forudsætning for poesien: "smukkest er du, når du er borte" (første linje i digtet verden med musen uden hende i Syvsoverne, 1969).
Hans lyrik er bl.a. inspireret af amerikansk, europæisk og nordisk poesi fra forfattere som Wallace Stevens, T.S. Elliot og Gunnar Ekelöf.

## Priser og udmærkelser
- 1966 Hvedekorns jubilæumspris
- 1974 Statens Kunstfond: Produktionspræmie, for Opbrud og ankomster
- 1976 Statens Kunstfonds Produktionspræmie, for Glas
- 1976 Victor B. Andersens Hæderslegat
- 1979 Emil Aarestrup-medaljen
- 1980 Det Danske Akademis Store Pris
- 1984 Kritikerprisen (dansk), for 84 digte
- 1985 Statens Kunstfonds Produktionspræmie, for 84 digte
- 1987 Søren Gyldendal-prisen
- 1987 Statens Kunstfonds Produktionspræmie, for Under mausolæet
- 1990 Svenska Akademiens nordiske pris
- 1993 Adam Oehlenschläger Legatet
- 1996 De Gyldne Laurbær, for Drømmebroer
- 2000 Nordisk Råds litteraturpris for Drømmebroer